# العلاقات البريطانية البلجيكية
العلاقات البريطانية البلجيكية هي العلاقات الثنائية التي تجمع بين المملكة المتحدة وبلجيكا.

## مقارنة بين البلدين
هذه مقارنة عامة ومرجعية للدولتين:
| وجه المقارنة                                              | المملكة المتحدة                 | بلجيكا                                                                              |
| --------------------------------------------------------- | ------------------------------- | ----------------------------------------------------------------------------------- |
| المساحة (كم2)                                             | 242.50 ألف                      | 30.53 ألف                                                                           |
| عدد السكان (نسمة)                                         | 66.02 مليون                     | 11.37 مليون                                                                         |
| الكثافة السكانية (ن./كم²)                                 | 272.25                          | 372.42                                                                              |
| العاصمة                                                   | لندن                            | بروكسل                                                                              |
| اللغة الرسمية                                             | لغة إنجليزية، اللغة الويلزية    | اللغة الهولندية، لغة فرنسية، اللغة الألمانية                                        |
| العملة                                                    | جنيه إسترليني                   | يورو، فرنك بلجيكي                                                                   |
| الناتج المحلي الإجمالي (بليون دولار)                      | 2.62 تريليون                    | 492.68 مليار                                                                        |
| الناتج المحلي الإجمالي (تعادل القوة الشرائية) بليون دولار | 2.72 تريليون                    | 514.74 مليار                                                                        |
| الناتج المحلي الإجمالي الاسمي للفرد دولار أمريكي          | 43.88 ألف                       | 40.32 ألف                                                                           |
| الناتج المحلي الإجمالي للفرد دولار أمريكي                 | 40.23 ألف                       | 43.44 ألف                                                                           |
| مؤشر التنمية البشرية                                      | 0.907                           | 0.890                                                                               |
| رمز المكالمات الدولي                                      | +44                             | +32                                                                                 |
| رمز الإنترنت                                              | .uk، .gb                        | .be                                                                                 |
| المنطقة الزمنية                                           | توقيت غرينيتش، توقيت غرب أوروبا | توقيت وسط أوروبا، ت ع م+01:00، ت ع م+02:00، توقيت وسط أوروبا الصيفي، أوروبا/بروكسل ‏ |

## مدن متوأمة
في ما يلي قائمة باتفاقيات التوأمة بين مدن بريطانية وبلجيكية:
- ترتبط London Borough of Hammersmith and Fulham [الإنجليزية]‏ مع آندرلخت باتفاقية توأمة.
- ترتبط Sandwich, Kent [الإنجليزية]‏ مع رنز باتفاقية توأمة.
- ترتبط كانتربيري مع تورناي باتفاقية توأمة.
- ترتبط نيوبري [الإنجليزية]‏ مع Eeklo [الإنجليزية]‏ باتفاقية توأمة.
- ترتبط Christchurch, Dorset [الإنجليزية]‏ مع Saint-Ghislain [الإنجليزية]‏ باتفاقية توأمة.
- ترتبط رامزغيت مع Chimay [الإنجليزية]‏ باتفاقية توأمة.
- ترتبط Market Drayton [الإنجليزية]‏ مع آرلون باتفاقية توأمة.
- ترتبط لوفبرا مع Gembloux [الإنجليزية]‏ باتفاقية توأمة منذ 8 أغسطس 1998.[18]
- ترتبط هيستينغز مع اودانارد باتفاقية توأمة منذ 1982.
- ترتبط برادفورد مع فيرفييتوا باتفاقية توأمة.
- ترتبط سيتينغبورن [الإنجليزية]‏ مع يبر باتفاقية توأمة.
- ترتبط نوتنغهام مع غنت باتفاقية توأمة منذ 1969.
- ترتبط بورنموث مع كوكلبرغ [الإنجليزية]‏ باتفاقية توأمة.
- ترتبط وندسور و ميدينهيد [الإنجليزية]‏ مع كورتريك باتفاقية توأمة منذ 1960.
- ترتبط أبينغدون أون تيمز [الإنجليزية]‏ مع سينت نيكلاس باتفاقية توأمة.
- ترتبط كيلمارنوك [الإنجليزية]‏ مع هيرستال باتفاقية توأمة.
- ترتبط كليفيدون [الإنجليزية]‏ مع Middelkerke [الإنجليزية]‏ باتفاقية توأمة.
- ترتبط Metropolitan Borough of Sefton [الإنجليزية]‏ مع مونس باتفاقية توأمة منذ 1993.
- ترتبط Sherborne [الإنجليزية]‏ مع هوفاليز باتفاقية توأمة.
- ترتبط Ellesmere, Shropshire [الإنجليزية]‏ مع Diksmuide [الإنجليزية]‏ باتفاقية توأمة.
- ترتبط باري [الإنجليزية]‏ مع Mouscron [الإنجليزية]‏ باتفاقية توأمة.

## منظمات دولية مشتركة
يشترك البلدان في عضوية مجموعة من المنظمات الدولية، منها:
| علم المنظمة | اسم المنظمة                                  | تاريخ انضمام المملكة المتحدة | تاريخ انضمام بلجيكا |
| ----------- | -------------------------------------------- | ---------------------------- | ------------------- |
|             | اتفاقية السماوات المفتوحة                    | ?                            | ?                   |
|             | الوكالة الدولية للطاقة                       | ?                            | ?                   |
|             | منظمة التجارة العالمية                       | 1995                         | ?                   |
|             | الأمم المتحدة                                | 24 أكتوبر 1945               | 27 ديسمبر 1945      |
|             | Organisation for Joint Armament Cooperation ‏ | ?                            | ?                   |
|             | حلف شمال الأطلسي                             | 4 أبريل 1949                 | 4 أبريل 1949        |
|             | الاتحاد الدولي للاتصالات                     | 24 فبراير 1871               | 1866                |
|             | منظمة التعاون الاقتصادي والتنمية             | 2 مايو 1961                  | ?                   |
|             | مجلس أوروبا                                  | 5 مايو 1949                  | ?                   |
|             | وكالة الفضاء الأوروبية                       | 28 مارس 1978                 | ?                   |
|             | المرصد الأوروبي الجنوبي                      | 2002                         | 1962                |
|             | المنظمة الأوروبية لسلامة الملاحة الجوية      | 1960                         | 1960                |
|             | الاتحاد الأوروبي                             | 1973                         | 25 مارس 1957        |
|             | الاتحاد البريدي العالمي                      | ?                            | ?                   |
|             | يونسكو                                       | 4 نوفمبر 1946                | 29 نوفمبر 1946      |
|             | مؤسسة التنمية الدولية                        | 24 سبتمبر 1960               | 2 يوليو 1964        |
|             | منظمة حظر الأسلحة الكيميائية                 | ?                            | ?                   |
|             | نظام تحكم تكنولوجيا القذائف                  | 1987                         | 1990                |
|             | وكالة ضمان الاستثمار متعدد الأطراف           | 12 أبريل 1988                | 18 سبتمبر 1992      |
|             | منظمة الشرطة الجنائية الدولية                | ?                            | ?                   |
|             | المنظمة الهيدروغرافية الدولية                | ?                            | ?                   |
|             | مؤسسة التمويل الدولية                        | 20 يوليو 1956                | 27 ديسمبر 1956      |
|             | بنك التنمية الآسيوي                          | 1966                         | 1966                |
|             | البنك الدولي للإنشاء والتعمير                | 27 ديسمبر 1945               | 27 ديسمبر 1945      |
|             | البنك الإفريقي للتنمية                       | ?                            | ?                   |
|             | مجموعة الموردين النوويين                     | ?                            | ?                   |
|             | الفريق المعني برصد الأرض                     | ?                            | ?                   |
|             | مجموعة أستراليا                              | 1985                         | 1985                |
|             | مركز تنسيق الحركة في أوروبا ‏                 | ?                            | ?                   |
|             | منظمة الأمن والتعاون في أوروبا               | 25 يونيو 1973                | 25 يونيو 1973       |
|             | المركز الدولي لتسوية المنازعات الاستشارية    | 18 يناير 1967                | 26 سبتمبر 1970      |

## أعلام
هذه قائمة لبعض الشخصيات التي تربطها علاقات بالبلدين:
- ألفرد ويليام فينش (28 نوفمبر 1854[33][34][35] – 28 أبريل 1930[33][35])
- أليسون روز (دبلوماسية بريطانية، 10 ديسمبر 1961 – )
- جورج وليام ريندل (دبلوماسي بريطاني، 1889[36][37] – 6 مايو 1979[36])
- ديفيد ميلباند (سياسي بريطاني، 15 يوليو 1965[38] – )
- روبرت غويليم (ممثل بريطاني، 2 ديسمبر 1956 – )
- رودريك باركلي (دبلوماسي بريطاني، 2 فبراير 1909 – 24 أكتوبر 1996)
- ستيلا ماكسويل (15 مايو 1990 – )
- كلير أميرة بلجيكا (18 يناير 1974 – )
- مايك غويليم (ممثل بريطاني، 5 مارس 1949 – )
- نيكولا أمير بلجيكا (13 ديسمبر 2005 – )

## وصلات خارجية
- موقع وزارة الخارجية البريطانية
- موقع وزارة الخارجية البلجيكية